# Liberia ai Giochi della XXX Olimpiade
La Liberia ha partecipato ai Giochi della XXX Olimpiade di Londra che si sono svolti dal 27 luglio al 12 agosto 2012. È stata la 12ª partecipazione degli atleti liberiani ai giochi olimpici estivi.
Gli atleti della delegazione liberiana sono stati 4 (2 uomini e 2 donne), in 2 discipline. Alla cerimonia di apertura la portabandiera è stata Phobay Kutu-Akoi, atleta specializzata nelle gare di velocità; nessun portabandiera ha presenziato alla cerimonia di chiusura.
Nel corso della manifestazione la Liberia non ha ottenuto alcuna medaglia, mancando la vincita del primo titolo ai giochi olimpici.

## Atletica leggera
| Q | Qualificato al turno successivo per la posizione in qualificazione                                                           |
| q | Qualificato per il turno successivo per ripescaggio o, negli eventi su campo, conquistando la misura minima per qualificarsi |

### Maschile
Eventi combinati
| Atleta     | Evento    |           | 100 m | SL     | LP      | SA     | 400 m | 110H  | LD      | SAT    | LG      | 1500 m  | Finale | Posizione |
| ---------- | --------- | --------- | ----- | ------ | ------- | ------ | ----- | ----- | ------- | ------ | ------- | ------- | ------ | --------- |
| Jangy Addy | Decathlon | Risultato | 10"89 | 6,90 m | 14,97 m | 1,93 m | 48"64 | 14"23 | 45,61 m | 4,20 m | 50,36 m | 5'08"14 | 7586   | 23°       |
| Jangy Addy | Decathlon | Punti     | 885   | 790    | 788     | 740    | 878   | 945   | 779     | 673    | 594     | 514     | 7586   | 23°       |

### Femminile
Eventi di corsa su pista e strada
| Atleta           | Evento         | Batteria  | Batteria  | Quarti di finale | Quarti di finale | Semifinale      | Semifinale      | Finale          | Finale          |
| Atleta           | Evento         | Risultato | Posizione | Risultato        | Posizione        | Risultato       | Posizione       | Risultato       | Posizione       |
| ---------------- | -------------- | --------- | --------- | ---------------- | ---------------- | --------------- | --------------- | --------------- | --------------- |
| Phobay Kutu-Akoi | 100 m          | Bye       | Bye       | 11"52            | 6ª               | non qualificata | non qualificata | non qualificata | non qualificata |
| Raasin McIntosh  | 400 m ostacoli | 57"39     | 6ª        | N.D.             | N.D.             | non qualificata | non qualificata | non qualificata | non qualificata |

## Judo
Maschile
| Atleta      | Evento | 16-esimi                     | Ottavi               | Quarti               | Semifinali           | Ripescaggio          | Med. bronzo          | Finale               | Posizione       |
| Atleta      | Evento | Avversario Risultato         | Avversario Risultato | Avversario Risultato | Avversario Risultato | Avversario Risultato | Avversario Risultato | Avversario Risultato | Posizione       |
| ----------- | ------ | ---------------------------- | -------------------- | -------------------- | -------------------- | -------------------- | -------------------- | -------------------- | --------------- |
| Liva Saryee | -81 kg | S. Attaf (MAR) P (0000-1000) | non qualificato      | non qualificato      | non qualificato      | non qualificato      | non qualificato      | non qualificato      | non qualificato |